# Вітер Дмитро Іванович
Дмитро Іванович Вітер (нар. 19 грудня 1983, Олександрія, Кіровоградська область, УРСР) — український футболіст, нападник.

## Життєпис
Дмитро Вітер народився 19 грудня 1983 року в місті Олександрія Кіровоградської області. У ДЮФЛУ виступав у складі ДЮСШ м. Орджонікідзе (1998) та олександрійського «Кристалу».
В 2002 році підписав свій перший професіональний контракт з олександрійською «Поліграфтехнікою», у складі якої провів сезон 2002/03 років, але так і не зіграв жодного поєдинку. В 2004 році підписав контракт з дебютантом професіональних футбольних змагань, МФК «Олександрією». В складі цієї команди й дебютував на професіональному рівні. Сталося це 24 липня 2007 року в домашньому матчі групи B другої ліги чемпіонату України проти комсомольського «Гірника-спорту». «Муніципали» в тому матчі здобули перемогу з рахунком 1:0. Дмитро в тому поєдинку вийшов у стартовому складі, а на 90-й хвилині його замінив Юрій Андрієць. А вже в наступному турі, 31 липня 2007 року Вітер відзначився першим у професіональній кар'єрі голом. Сталося це в виїзному матчі чемпіонату України з футболу проти полтавської «Ворскли-2», в якому суперники розписали результативну нічию, 3:3. Дмитро в тому поєдинку вийшов у стартовому складі, а на 84-й хвилині його замінив Юрій Андрієць. Проте на 33-й хвилині Вітер встиг відзначитися голом у воротах полтавчан. Загалом у футболці МФК «Олександрії» в чемпіонатах України до 2005 року зіграв 38 матчів та забив 13 м'ячів, ще 2 матчі в складі олександрійських муніципалів провів у кубку України.
Під час зимової перерви сезону 2005/06 років перейшов до складу першолігового «Геліоса». У складі свого нового клубу дебютував 18 березня 2006 року в виїзному матчі 19-го туру першої ліги чемпіонату України проти охтирського «Нафтовика-Укрнафти». Охтирська команда в тому матчі здобула перемогу з рахунком 3:1. Дмитро в тому поєдинку вийшов на поле лише на 86-й хвилині, замінивши Юрія Данченка. Першим голом у футболці харківського клубу відзначився 20 квітня 2006 року. Сталося це в домашньому матчі 24-го туру чемпіонату України проти київського «Динамо-2». Вітер в тому матчі вийшов на поле на 46-й хвилині замість Олега Федосова, а на 77-й хвилині забив єдиний м'яч у тій зустрічі, який приніс перемогу харківському клубу. У «Геліосі» Дмитро виступав до 2008 року. За цей час у чемпіонатах України у складі харківського клубу зіграв 72 матчі та забив 13 м'ячів, ще 4 матчі в футболці «Геліоса» провів у кубку України.
В 2009 році підсилив склад охтирського «Нафтовика-Укрнафти». У складі свого нового клубу дебютував у виїзному матчі 21-го туру першої ліги проти чернігівської «Десни». Охтирська команда в тому поєдинку поступилася з рахунком 0:1. Вітер вийшов на поле в тому матчі замість капітана Богдана Єсипа на 68-й хвилині. Дебютним голом за «Нафтовик» відзначився 22 квітня 2009 року в матчі 24-го туру першої ліги проти алчевської «Сталі». Матч завершився з нічийним рахунком 1:1. Вітер вийшов у стартовому складі, на 42-й хвилині відзначився влучним пострілом з пенальті, а на 60-й хвилині був замінений на Олександра Саванчука. В складі охтирського клубу виступав до 2011 року. За цей час у чемпіонатах України зіграв 78 матчів та забив 15 м'ячів, ще 3 матчі (2 голи) у складі «Нафтовика» провів у кубку України.
Другу частину сезону 2011/12 років провів у складі ужгородської «Говерли-Закарпаття». Ужгородська команда на той час виступала в першій лізі. Дмитро дебютував у складі «Говерли-Закарпаття» 24 березня 2013 року в домашньому матчі 22-го туру першої ліги проти вінницької «Ниви». Дмитро вийшов у стартовому складі, але на 46-й хвилині був замінений на Олександра Ситника. Свій перший та єдиний м'яч у футболці ужгородської команди забив 27 квітня 2012 року. Сталося це в домашньому матчі 28-го туру чемпіонату України проти СК «Одеси». «Говерла-Закарпаття» в тому матчі здобула перемогу з рахунком 6:0. Вітер вийшов на поле на 64-й хвилині, замінивши Олександра Косиріна, а на 81-й хвилині відзначився забитим м'ячем. Загалом у футболці ужгородської команди зіграв 7 матчів. Команда стала переможцем першої ліги та здобула путівку до Прем'єр-ліги. Проте в Ужгороді основним гравцем команди так і не став, в основному виступав за дублюючий склад. До того ж в команді почалися серйозні затримки з виплатою заробітної плати. Цей факт та відсутність стабільної ігрової практики в основній команді змусили Дмитра залишити клуб.
Взимку 2013 року був на перегляді в МФК« Миколаєві», але контракт так і не було підписано. Але зрештою наприкінці березня 2014 року підписав контракт з головківським клубом «УкрАгроКом», проте в складі команди не зіграв жодного матчу й продовжив свою кар'єру на аматорському рівні. В 2014 та 2015 роках захищав кольори аматорського зачепилівського «Колоса», за цей час в складі команди виграв декілька аматорських трофеїв.

## Досягнення

### На професіональному рівні
- Перша ліга чемпіонату України
  -  Чемпіон (1): 2011/12

### На аматорському рівні
- Аматорська ліга України (4 дивізіон):
  -  Бронзовий призер (1) — 2015.

- Чемпіонат Харківської області з футболу вища ліга (5 дивізіон):
  -  Віце-чемпіон (2) — 2014, 2015.

- Кубок Харківської області з футболу: 
  -  Володар (2) — 2014, 2015.

- «Кубок пам'яті Миколи Кудрицького»: 
  -  Володар (1) — 2015.